# Gare de Zuhatzu (EuskoTren)
Zuhatzu-Galdakao est une gare des lignes d'EuskoTren Bilbao - Saint-Sébastien, Bilbao - Durango et Bilbao - Bermeo, située dans le quartier de Zuhatzu, dans la localité biscaïenne de Galdakao (Galdácano en castillan). La gare dispose de deux quais (un en direction de Achuri et un autre en direction de Bermeo ou Durango/Saint-Sébastien (Donosti en euskara). Le changement entre les quais se fait au moyen d'un passage à niveau, puisque la gare ne dispose d'aucun passage souterrain.
| Provenance/Destination | <            | Ligne | >        | Provenance/Destination |
| ---------------------- | ------------ | ----- | -------- | ---------------------- |
| Bilbao-Atxuri          | Ariz-Basauri |       | Usansolo | Amara-Donostia         |
| Bilbao-Atxuri          | Ariz-Basauri |       | Usansolo | Ermua                  |
| Bilbao-Atxuri          | Ariz-Basauri |       | Usansolo | Bermeo                 |